# Бергрот, Эдвин Иванович
Эдвин Иванович (Эдвин Леонард) Бергрот (фин. Edvin Bergroth; 26 декабря 1836, Пихлаявеси, Великое княжество Финляндское, Российская империя — 29 марта 1917, Гельсингфорс) — финско-русский инженер, предприниматель, горный советник, политик. Управляющий Бакинским отделом Товарищества нефтяного производства братьев Нобель.
Один из самых выдающихся финских деятелей индустрии.

## Биография
Родился в семье капеллана. В 1860 году окончил Политехнический университет Ганновера (ныне Ганноверский университет) по специальности инженер-строитель. Вернувшись в Финляндию работал на железной дороге.
В 1862—1884 годах работал руководителем Гельсингфорского газового завода. Затем — техническим директором нефтяной компании Бранобель братьев Нобелей в Баку, позже управляющим Бакинским отделом Товарищества нефтяного производства братьев Нобель, самой крупной нефтепромышленной фирмы в Российской империи, первой в Азербайджане нефтяной компанией, осуществлявшей все технологические циклы производства: начиная от поиска и разведки месторождений нефти, их бурения и разработки, до переработки реализации товарных нефтепродуктов.
Товарищество было обязано Э. Бергроту введением образцового порядка в заводском хозяйстве. В то время был перестроен перегонный завод, введена перегонка бензинов. Под его наблюдением был перестроен и усовершенствован завод для приготовления смазочных масел.
Э. Бергрот основал и реорганизовал завод Nokia (член правления в 1890—1913), руководил заводами финской судостроительной и инженерной компании Pinjainen Oravi-Haapakoski (1895—1900), верфь в Камппи (Гельсингфорс) и муниципальный газовый завод в Гельсингфорсе.
С 1905 по 1915 год Бергрот был членом правления финской машиностроительной компании «Tampella» в Таммерфо́рсе, с 1906 — председатель совета директоров.
Член Городского совета Гельсингфорса (1875—1877, 1880—1882 и 1897—1899). Депутат Сейма Великого княжества Финляндского (1882 и 1899).